# PEC Zwolle in het seizoen 2016/17 (mannen)
Het seizoen 2016/17 was het 106e jaar in het bestaan van de Zwolse voetbalclub PEC Zwolle. De ploeg kwam uit in de Eredivisie en eindigde daarin als veertiende. In het toernooi om de KNVB beker werd de club in de achtste finale met 2–1 verslagen door FC Utrecht.

## Wedstrijdstatistieken

### Oefenduels
| Datum + plaats           | Wedstrijd                      | Uitslag        | Scoreverloop |
| ------------------------ | ------------------------------ | -------------- | --- |
| 2 juli 2016 Nieuwleusen  | Regioselectie – PEC Zwolle     | 0 – 10 (0 – 8) | 7' Youness Mokhtar 0–1, 15' Youness Mokhtar 0–2, 18' Bram van Polen (p) 0–3, 20' Dirk Marcellis 0–4, 25' Wout Brama 0–5, 30' Wouter Marinus 0–6, 40' Josef Kvída 0–7, 45' Queensy Menig 0–8, 61' Anass Achahbar 0–9, 83' Tarik Evre 0–10           |
| 5 juli 2016 Genemuiden   | SC Genemuiden – PEC Zwolle     | 0 – 1 (0 – 0)  | 73' Kingsley Ehizibue 0–1 |
| 8 juli 2016 Hasselt      | VVV-Venlo – PEC Zwolle         | 2 – 1 (1 – 1)  | 18' Anass Achahbar 0–1, 45' Nils Röseler 1–1, 73' Tim Receveur 2–1 |
| 15 juli 2016 Hattem      | AA Gent – PEC Zwolle           | 0 – 3 (0 – 1)  | 42' Kingsley Ehizibue 0–1, 50' Kingsley Ehizibue 0–2, 54' Athanasios Karagounis 0–3 |
| 20 juli 2016 Athene      | Panathinaikos FC – PEC Zwolle  | 4 – 0 (3 – 0)  | 27' Cristian Ledesma 1–0, 37' Robin Lod 2–0, 40' Wakaso Mubarak 3–0, 66' Marcus Berg 4–0 |
| 23 juli 2016 Nieuwleusen | Southampton FC – PEC Zwolle    | 4 – 0 (3 – 0)  | 14' Charlie Austin 1–0, 42' Nathan Redmond 2–0, 43' Nathan Redmond 3–0, 89' Pierre Højbjerg 4–0 (p) |
| 30 juli 2016 Zwolle      | PEC Zwolle – Gençlerbirliği SK | 1 – 0 (0 – 0)  | 56' Anass Achahbar 1–0 |
| 1 september 2016 Zwolle  | PEC Zwolle – FC Volendam       | 2 – 0 (1 – 0)  | 18' Anass Achahbar 1–0, 89' Jochem van Putten 2–0 |
| 6 oktober 2016 Zwolle    | PEC Zwolle – SC Cambuur        | 1 – 2 (0 – 0)  | 64' Martijn Barto 0–1, 72' Hachim Mastour 1–1, 74' Jergé Hoefdraad 1–2 |
|                          |                                |                | |
| 7 januari 2017 Marbella  | PEC Zwolle – N.E.C.            | 2 – 1 (1 – 0)  | 35' Mustafa Saymak 1–0, 47' Gregor Breinburg (p) 1–1, 70' Queensy Menig 2–1 |
| 23 maart 2017 Amsterdam  | AFC Ajax – PEC Zwolle          | 1 – 1 (1 – 0)  | 34' Pelle Clement 1–0, 78' Dirk Marcellis 1–1 |
| 20 mei 2017 Hattem       | SV Hatto Heim – PEC Zwolle     | 1 – 9 (1 – 4)  | 7' Kingsley Ehizibue 0–1, 20' Kingsley Ehizibue 0–2, 23' Van der Velde 1–2, 25' Ouasim Bouy 1–3, 30' Stefan Nijland 1–4, 52' Anass Achahbar 1–5, 55' Erik Israelsson 1–6, 59' Queensy Menig 1–7, 71' Wouter Marinus 1–8, 83' Kingsley Ehizibue 1–9 |

### Eredivisie
| 1e speelronde | N.E.C.                                                                                             | 1 – 1 (0 – 1)                | PEC Zwolle                                                                       | Opstelling PEC Zwolle: |
| 5 augustus 2016 Aanvangstijd: 20:00 uur Plaats: Nijmegen Goffertstadion Toeschouwers: 10.900 Scheidsrechter: Serdar Gözübüyük        | Reagy Ofosu 63'                                                                                    | Wedstrijdverslag             | 32' Queensy Menig                                                                | Van der Hart, Van Polen, Marcellis, Van de Pavert, Verdonk, Ehizibue, Brama, Menig, Saymak (70' Thomas), Mokhtar, Achahbar (69' Nijland) |
| 2e speelronde | PEC Zwolle                                                                                         | 0 – 3 (0 – 1)                | Sparta Rotterdam                                                                 | Opstelling PEC Zwolle: |
| 13 augustus 2016 Aanvangstijd: 20:45 uur Plaats: Zwolle MAC³PARK stadion Toeschouwers: 12.800 Scheidsrechter: Jochem Kamphuis        | | Wedstrijdverslag             | 40' Loris Brogno 58' Craig Goodwin 87' Loris Brogno                              | Van der Hart, Van Polen, Marcellis, Van de Pavert, Verdonk, Thomas (67' Sandler), Brama, Menig, Mokhtar (73' Mastour), Achahbar, Ehizibue (63' Nijland) 46' Marcellis                                                                           |
| 3e speelronde | PEC Zwolle                                                                                         | 0 – 4 (0 – 2)                | PSV                                                                              | Opstelling PEC Zwolle: |
| 20 augustus 2016 Aanvangstijd: 19:45 uur Plaats: Zwolle MAC³PARK stadion Toeschouwers: 12.700 Scheidsrechter: Pol van Boekel         | | Wedstrijdverslag             | 22' Nicolas Isimat-Mirin 35' Jorrit Hendrix 86' Luuk de Jong 89' Steven Bergwijn | Van der Hart, Van Polen, Marcellis, Van de Pavert, Verdonk, Sandler (46' Mokhtar), Brama, Ehizibue, Thomas, Menig (64' Achahbar), Nijland (69' Mastour) 90+1' Mastour                                                                           |
| 4e speelronde | sc Heerenveen                                                                                      | 1 – 0 (0 – 0)                | PEC Zwolle                                                                       | Opstelling PEC Zwolle: |
| 27 augustus 2016 Aanvangstijd: 19:45 uur Plaats: Heerenveen Abe Lenstra Stadion Toeschouwers: 20.080 Scheidsrechter: Allard Lindhout | Sam Larsson 50'                                                                                    | Wedstrijdverslag             |                                                                                  | Van der Hart, Van Polen, Marcellis, Van de Pavert, Schenkeveld, (70' Verdonk), Brama, Gustavo, Ehizibue (61' De Boom), Mastour (61' Achahbar), Thomas, Menig 40' Ehizibue, 80' Verdonk                                                          |
| 5e speelronde | PEC Zwolle                                                                                         | 1 – 1 (1 – 0)                | FC Utrecht                                                                       | Opstelling PEC Zwolle: |
| 10 september 2016 Aanvangstijd: 18:30 uur Plaats: Zwolle MAC³PARK stadion Toeschouwers: 12.600 Scheidsrechter: Siemen Mulder         | Kingsley Ehizibue 17'                                                                              | Wedstrijdverslag             | 90+1' (pen.) Sébastien Haller                                                    | Van der Hart, Van Polen, Marcellis, Van de Pavert, Verdonk, Brama, Gustavo, Ehizibue (76' Marinus), Achahbar (90+2' Schenkeveld), Thomas (64' Mokhtar), Brock-Madsen 42' Ehizibue, 45' Brama, 47' Van Polen 90' Verdonk                         |
| 6e speelronde | PEC Zwolle                                                                                         | 0 – 2 (0 – 1)                | AZ                                                                               | Opstelling PEC Zwolle: |
| 18 september 2016 Aanvangstijd: 14:30 uur Plaats: Zwolle MAC³PARK stadion Toeschouwers: 12.900 Scheidsrechter: Danny Makkelie        | | Wedstrijdverslag[dode link]  | 43' Wout Weghorst 87' Guus Til                                                   | Van der Hart, Schenkeveld, Marcellis, Van de Pavert, Van Polen, Brama, Gustavo (46' Holla), Ehizibue (67' Marinus), Achahbar, Thomas (29' Mokhtar), Brock-Madsen 19' Schenkeveld, 29' Marcellis                                                 |
| 7e speelronde | AFC Ajax                                                                                           | 5 – 1 (2 – 1)                | PEC Zwolle                                                                       | Opstelling PEC Zwolle: |
| 24 september 2016 Aanvangstijd: 19:45 uur Plaats: Amsterdam Amsterdam ArenA Toeschouwers: 48.088 Scheidsrechter: Jochem Kamphuis     | Davinson Sánchez 8' Davinson Sánchez 38' Kasper Dolberg 55' Bertrand Traoré 59' Kasper Dolberg 64' | Wedstrijdverslag[dode link]  | 4' Wout Brama                                                                    | Van der Hart, Van Polen, Marcellis, Van de Pavert, Verdonk, Brama, Marinus (76' Saymak), Holla (76' Warmerdam), Manig, Achahbar, Thomas (46' Ehizibue) 15' Holla, 17' Van Polen, 83' Verdonk                                                    |
| 8e speelronde | PEC Zwolle                                                                                         | 2 – 1 (0 – 0)                | ADO Den Haag                                                                     | Opstelling PEC Zwolle: |
| 30 september 2016 Aanvangstijd: 20:00 uur Plaats: Zwolle MAC³PARK stadion Toeschouwers: 12.400 Scheidsrechter: Björn Kuipers         | Youness Mokhtar 51' Youness Mokhtar 70'                                                            | Wedstrijdverslag[dode link]  | 47' Tom Trybull                                                                  | Van der Hart, Van Polen (46' Schenkeveld), Marcellis, Van de Pavert, Verdonk, Brama, Holla, Ehizibue (87' Karagounis), Marinus (56' Saymak), Mokhtar, Achahbar 20' Van de Pavert                                                                |
| 9e speelronde | FC Twente                                                                                          | 2 – 2 (1 – 1)                | PEC Zwolle                                                                       | Opstelling PEC Zwolle: |
| 16 oktober 2016 Aanvangstijd: 12:30 uur Plaats: Enschede De Grolsch Veste Toeschouwers: 24.900 Scheidsrechter: Dennis Higler         | Mateusz Klich 10' (pen.) Enes Ünal 77'                                                             | Wedstrijdverslag             | 40' Youness Mokhtar 83' Django Warmerdam                                         | Van der Hart, Schenkeveld, Sandler, Van de Pavert, Verdonk, Brama (26' Warmerdam), Holla, Ehizibue (76' Karagounis), Saymak (71' Menig), Mokhtar, Achahbar 8' Sandler                                                                           |
| 10e speelronde | Excelsior                                                                                          | 0 – 2 (0 – 0)                | PEC Zwolle                                                                       | Opstelling PEC Zwolle: |
| 21 oktober 2016 Aanvangstijd: 20:00 uur Plaats: Rotterdam Stadion Woudestein Toeschouwers: 3.640 Scheidsrechter: Allard Lindhout     | | Wedstrijdverslag             | 48' Queensy Menig 88' Django Warmerdam                                           | Van der Hart, Schenkeveld, Van Polen, Van de Pavert, Verdonk, Holla, Saymak (67' Thomas), Warmerdam, Ehizibue, Menig (88' Achahbar), Mokhtar (90+1' Karagounis) 17' Holla                                                                       |
| 11e speelronde | PEC Zwolle                                                                                         | 3 – 1 (1 – 1)                | Go Ahead Eagles                                                                  | Opstelling PEC Zwolle: |
| 30 oktober 2016 Aanvangstijd: 12:30 uur Plaats: Zwolle MAC³PARK stadion Toeschouwers: 13.200 Scheidsrechter: Serdar Gözübüyük        | Queensy Menig 2' Mustafa Saymak 57' Danny Holla 89'                                                | IJsselderby Wedstrijdverslag | 42' Sander Fischer                                                               | Van der Hart, Schenkeveld, Van Polen, Van de Pavert, Verdonk, Holla, Saymak (71' Marinus), Warmerdam, Ehizibue (76' Achahbar), Menig, Mokhtar (19' Thomas) 14' Holla, 48' Menig, 90+1' Marinus                                                  |
| 12e speelronde | PEC Zwolle                                                                                         | 0 – 0                        | Roda JC Kerkrade                                                                 | Opstelling PEC Zwolle: |
| 5 november 2016 Aanvangstijd: 20:45 uur Plaats: Zwolle MAC³PARK stadion Toeschouwers: 12.600 Scheidsrechter: Björn Kuipers           | | Wedstrijdverslag             |                                                                                  | Van der Hart, Schenkeveld, Van Polen, Van de Pavert, Verdonk, Menig, Holla, Saymak (63' Ehizibue), Warmerdam, Thomas (90' Karagounis), Achahbar (63' Brock-Madsen) 36' Verdonk, 88' Van Polen                                                   |
| 13e speelronde | Feyenoord                                                                                          | 3 – 0 (1 – 0)                | PEC Zwolle                                                                       | Opstelling PEC Zwolle: |
| 20 november 2016 Aanvangstijd: 16:45 uur Plaats: Rotterdam Stadion Feijenoord Toeschouwers: 47.500 Scheidsrechter: Dennis Higler     | Dirk Kuijt 38' Karim El Ahmadi 71' Jens Toornstra 76'                                              | Wedstrijdverslag             |                                                                                  | Van der Hart, Schenkeveld (46' Thomas), Van Polen, Marcellis, Van de Pavert, Verdonk, Marinus (62' Achahbar), Brama, Holla, Saymak (73' Brock-Madsen), Menig                                                                                    |
| 14e speelronde | PEC Zwolle                                                                                         | 0 – 4 (0 – 2)                | FC Groningen                                                                     | Opstelling PEC Zwolle: |
| 26 november 2016 Aanvangstijd: 19:45 uur Plaats: Zwolle MAC³PARK stadion Toeschouwers: 13.000 Scheidsrechter: Pol van Boekel         | | Wedstrijdverslag             | 1' Simon Tibbling 39' Tom van Weert 77' Albert Rusnák 86' Mimoun Mahi            | Van der Hart, Van Polen, Marcellis, Van de Pavert, Verdonk (65' Warmerdam), Holla, Saymak, Brama, Ehizibue (65' Achahbar), Brock-Madsen, Menig (78' Karagounis) 15' Brock-Madsen, 48' Holla, 90+1' Van Polen                                    |
| 15e speelronde | Vitesse                                                                                            | 3 – 1 (2 – 0)                | PEC Zwolle                                                                       | Opstelling PEC Zwolle: |
| 4 december 2016 Aanvangstijd: 16:45 uur Plaats: Arnhem GelreDome Toeschouwers: 14.173 Scheidsrechter: Jochem Kamphuis                | Lewis Baker 32' (pen.) Yuning Zhang 41' Nathan 90+2'                                               | Wedstrijdverslag             | 67' Bart Schenkeveld                                                             | Van der Hart, Schenkeveld, Marcellis, Kvída, Van Polen, Brama, Warmerdam, Ehizibue (46' Brock-Madsen), Saymak (65' Mastour), Thomas, Menig 15' Marcellis, 48' Kvída                                                                             |
| 16e speelronde | PEC Zwolle                                                                                         | 0 – 0                        | Willem II                                                                        | Opstelling PEC Zwolle: |
| 10 december 2016 Aanvangstijd: 20:45 uur Plaats: Zwolle MAC³PARK stadion Toeschouwers: 12.200 Scheidsrechter: Kevin Blom             | | Wedstrijdverslag             |                                                                                  | Van der Hart, Schenkeveld, Marcellis, Van de Pavert, Van Polen, Brama, Warmerdam, Menig, Saymak (75' Achahbar), Thomas, Brock-Madsen (46' Mokhtar)                                                                                              |
| 17e speelronde | Heracles Almelo                                                                                    | 3 – 0 (1 – 0)                | PEC Zwolle                                                                       | Opstelling PEC Zwolle: |
| 17 december 2016 Aanvangstijd: 20:45 uur Plaats: Almelo Polman Stadion Toeschouwers: 11.102 Scheidsrechter: Edwin van de Graaf       | Samuel Armenteros 17' (pen.) Vincent Vermeij 78' Daryl van Mieghem 80'                             | Wedstrijdverslag             |                                                                                  | Van der Hart, Schenkeveld, Marcellis, Van de Pavert, Van Polen, Brama, Warmerdam (46' Marinus), Menig (65' Sandler), Holla (22' Verdonk, Thomas, Brock-Madsen 15' Holla, 35' Brock-Madsen, 68' Van de Pavert 43', 60' Van Polen 16' Schenkeveld |
| 18e speelronde | PEC Zwolle                                                                                         | 1 – 3 (0 – 0)                | AFC Ajax                                                                         | Opstelling PEC Zwolle: |
| 15 januari 2017 Aanvangstijd: 14:30 uur Plaats: Zwolle MAC³PARK stadion Toeschouwers: 13.250 Scheidsrechter: Dennis Higler           | Nicolai Brock-Madsen 72'                                                                           | Wedstrijdverslag             | 54' (pen.) Lasse Schöne 55' Hakim Ziyech 80' Hakim Ziyech                        | Van der Hart, Kvída (70' Thomas), Van de Pavert, Sandler, Marcellis, Saymak, Marinus (80' Nijland), Warmerdam, Menig, Brock-Madsen, Ehizibue (64' Mastour) 32' Kvída, 45+1' Ehizibue, 53' Sandler                                               |
| 19e speelronde | ADO Den Haag                                                                                       | 1 – 2 (1 – 1)                | PEC Zwolle                                                                       | Opstelling PEC Zwolle: |
| 21 januari 2017 Aanvangstijd: 19:45 uur Plaats: Den Haag Kyocera Stadion Toeschouwers: 9.130 Scheidsrechter: Christiaan Bax          | Gervane Kastaneer 10'                                                                              | Wedstrijdverslag             | 38' Kingsley Ehizibue 56' Nicolai Brock-Madsen                                   | Van der Hart, Warmerdam, Marcellis, Van de Pavert, Van Polen, Saymak (79' Nijland), Thomas, Holla (70' Marinus), Menig (82' Schenkeveld), Brock-Madsen, Ehizibue 23' Holla, 54' Van de Pavert, 85' Marcellis                                    |
| 20e speelronde | PEC Zwolle                                                                                         | 1 – 2 (1 – 1)                | FC Twente                                                                        | Opstelling PEC Zwolle: |
| 29 januari 2017 Aanvangstijd: 14:30 uur Plaats: Zwolle MAC³PARK stadion Toeschouwers: 12.800 Scheidsrechter: Martin van den Kerkhof  | Queensy Menig 31'                                                                                  | Wedstrijdverslag             | 8' Dylan Seys 55' Oussama Assaidi                                                | Van der Hart, Warmerdam, Van de Pavert (46' Schenkeveld), Marcellis, Van Polen, Saymak (68' Mokhtar), Thomas, Holla, Menig (71' Nijland), Brock-Madsen, Ehizibue 90+2' Van Polen                                                                |
| 21e speelronde | Sparta Rotterdam                                                                                   | 2 – 3 (0 – 0)                | PEC Zwolle                                                                       | Opstelling PEC Zwolle: |
| 5 februari 2017 Aanvangstijd: 14:30 uur Plaats: Rotterdam Het Kasteel Toeschouwers: 10.131 Scheidsrechter: Bas Nijhuis               | Mathias Pogba 90+1' Mathias Pogba 90+3'                                                            | Wedstrijdverslag             | 51' Queensy Menig 62' Nicolai Brock-Madsen 86' Erik Israelsson                   | Van der Hart, Warmerdam, Bouy, Marcellis, Schenkeveld, Saymak (82' Israelsson), Holla, Menig, Thomas (6384' Ongenda), Ehizibue (69' Mokhtar), Brock-Madsen 78', 84' Schenkeveld                                                                 |
| 22e speelronde | PEC Zwolle                                                                                         | 2 – 0 (0 – 0)                | N.E.C.                                                                           | Opstelling PEC Zwolle: |
| 10 februari 2017 Aanvangstijd: 20:00 uur Plaats: Zwolle MAC³PARK stadion Toeschouwers: 13.200 Scheidsrechter: Jeroen Manschot        | Nicolai Brock-Madsen 57' Queensy Menig 71'                                                         | Wedstrijdverslag             |                                                                                  | Van der Hart, Warmerdam, Bouy, Marcellis, Van Polen, Saymak (80' Israelsson), Holla, Menig (83' Ongenda), Thomas, Ehizibue (68' Mokhtar), Brock-Madsen                                                                                          |
| 23e speelronde | FC Utrecht                                                                                         | 3 – 1 (1 – 0)                | PEC Zwolle                                                                       | Opstelling PEC Zwolle: |
| 18 februari 2017 Aanvangstijd: 20:45 uur Plaats: Utrecht Stadion Galgenwaard Toeschouwers: 18.439 Scheidsrechter: Ed Janssen         | Bram van Polen 43' (ed) Gyrano Kerk 49' Nacer Barazite 80'                                         | Wedstrijdverslag             | 86' Nicolai Brock-Madsen                                                         | Van der Hart, Warmerdam, Bouy, Marcellis, Van Polen, Saymak (65' Marinus), Holla, Menig (88' Achahbar), Thomas, Mokhtar (65' Ongenda), Brock-Madsen 16' Van Polen, 90' Ongenda                                                                  |
| 24e speelronde | AZ                                                                                                 | 1 – 1 (0 – 0)                | PEC Zwolle                                                                       | Opstelling PEC Zwolle: |
| 25 februari 2017 Aanvangstijd: 19:45 uur Plaats: Alkmaar AFAS Stadion Toeschouwers: 14.787 Scheidsrechter: Pol van Boekel            | Fred Friday 81'                                                                                    | Wedstrijdverslag             | 48' Ryan Thomas                                                                  | Van der Hart, Warmerdam, Bouy, Marcellis (40' Schenkeveld), Van Polen, Saymak (90+2' Van de Pavert), Holla, Menig, Thomas, Ehizibue (90' Mokhtar), Brock-Madsen 26' Holla, 33' Ehizibue, 40' Marcellis                                          |
| 25e speelronde | PEC Zwolle                                                                                         | 3 – 1 (2 – 0)                | Vitesse                                                                          | Opstelling PEC Zwolle: |
| 4 maart 2017 Aanvangstijd: 20:45 uur Plaats: Zwolle MAC³PARK stadion Toeschouwers: 13.000 Scheidsrechter: Allard Lindhout            | Mustafa Saymak 10' Nicolai Brock-Madsen 18' Danny Holla 55'                                        | Wedstrijdverslag             | 48' Ricky van Wolfswinkel                                                        | Van der Hart, Warmerdam, Bouy, Sandler (70' Schenkeveld), Van Polen, Saymak (81' Nijland), Holla, Menig, Thomas, Ehizibue (77' Mokhtar), Brock-Madsen                                                                                           |
| 26e speelronde | Willem II                                                                                          | 2 – 0 (1 – 0)                | PEC Zwolle                                                                       | Opstelling PEC Zwolle: |
| 12 maart 2017 Aanvangstijd: 12:30 uur Plaats: Tilburg Koning Willem II-stadion Toeschouwers: 13.500 Scheidsrechter: Björn Kuipers    | Erik Falkenburg 24' Thom Haye 90+1'                                                                | Wedstrijdverslag             |                                                                                  | Van der Hart, Warmerdam, Bouy, Marcellis, Van Polen, Saymak (40' Van de Pavert), Holla, Menig (67' Achahbar), Thomas, Ehizibue (40' Mokhtar), Brock-Madsen 41' Brock-Madsen, 70' Warmerdam                                                      |
| 27e speelronde | Go Ahead Eagles                                                                                    | 1 – 3 (1 – 1)                | PEC Zwolle                                                                       | Opstelling PEC Zwolle: |
| 19 maart 2017 Aanvangstijd: 14:30 uur Plaats: Deventer De Adelaarshorst Toeschouwers: 9.752 Scheidsrechter: Danny Makkelie           | Pedro Chirivella 3'                                                                                | IJsselderby Wedstrijdverslag | 5' Queensy Menig 83' Django Warmerdam 88' (pen.) Bram van Polen                  | Van der Hart, Warmerdam, Bouy, Marcellis (90' Sandler), Van Polen, Saymak (90+2' Achahbar), Holla, Menig (82' Ehizibue), Thomas, Mokhtar, Brock-Madsen 17' Mokhtar, 61' Marcellis, 79' Menig                                                    |
| 28e speelronde | PEC Zwolle                                                                                         | 1 – 1 (1 – 1)                | Excelsior                                                                        | Opstelling PEC Zwolle: |
| 1 april 2017 Aanvangstijd: 18:30 uur Plaats: Zwolle MAC³PARK stadion Toeschouwers: 13.140 Scheidsrechter: Jochem Kamphuis            | Django Warmerdam 26'                                                                               | Wedstrijdverslag             | 34' Luigi Bruins                                                                 | Van der Hart, Verdonk (79' Ehizibue), Bouy, Marcellis, Van Polen, Warmerdam, Holla, Menig, Saymak, Mokhtar (66' Thomas), Brock-Madsen (79' Nijland) 31' Brock-Madsen, 41' Van Polen, 53' Marcellis                                              |
| 29e speelronde | Roda JC Kerkrade                                                                                   | 2 – 1 (0 – 1)                | PEC Zwolle                                                                       | Opstelling PEC Zwolle: |
| 6 april 2017 Aanvangstijd: 18:30 uur Plaats: Kerkrade Parkstad Limburg Stadion Toeschouwers: 12.074 Scheidsrechter: Ed Janssen       | Gyliano van Velzen 48' Mikhail Rosheuvel 89'                                                       | Wedstrijdverslag             | 40' Youness Mokhtar                                                              | Van der Hart, Warmerdam, Bouy, Marcellis, Van Polen, Saymak (63' Ehizibue), Holla, Mokhtar, Menig (83' Achahbar), Thomas (83' Nijland), Brock-Madsen 43' Brock-Madsen                                                                           |
| 30e speelronde | PEC Zwolle                                                                                         | 2 – 2 (2 – 1)                | Feyenoord                                                                        | Opstelling PEC Zwolle: |
| 9 april 2017 Aanvangstijd: 14:30 uur Plaats: Zwolle MAC³PARK stadion Toeschouwers: 13.250 Scheidsrechter: Kevin Blom                 | Queensy Menig 3' Bram van Polen 13'                                                                | Wedstrijdverslag             | 26' Steven Berghuis 54' Steven Berghuis                                          | Van der Hart, Verdonk, Bouy, Marcellis, Van Polen (61' Schenkeveld), Thomas, Warmerdam (90+2' Saymak), Holla, Mokhtar, Menig, Ehizibue (65' Nijland) 90+6' Thomas                                                                               |
| 31e speelronde | FC Groningen                                                                                       | 5 – 1 (3 – 0)                | PEC Zwolle                                                                       | Opstelling PEC Zwolle: |
| 16 april 2017 Aanvangstijd: 14:30 uur Plaats: Groningen Euroborg Toeschouwers: 21.666 Scheidsrechter: Martin van den Kerkhof         | Brian Linssen 14' Mimoun Mahi 19' Brian Linssen 38' Mimoun Mahi 53' Ajdin Hrustic 88'              | Wedstrijdverslag             | 46' Nicolai Brock-Madsen                                                         | Van der Hart, Warmerdam, Bouy (46' Verdonk), Marcellis, Van Polen, Mokhtar (72' Nijland), Saymak (66' Israelsson), Holla, Thomas, Menig, Brock-Madsen 21' Bouy, 80' Holla                                                                       |
| 32e speelronde | PEC Zwolle                                                                                         | 1 – 2 (0 – 0)                | Heracles Almelo                                                                  | Opstelling PEC Zwolle: |
| 22 april 2017 Aanvangstijd: 19:45 uur Plaats: Zwolle MAC³PARK stadion Toeschouwers: 13.250 Scheidsrechter: Danny Makkelie            | Ted van de Pavert 86'                                                                              | Wedstrijdverslag             | 55' Samuel Armenteros 55' Samuel Armenteros                                      | Van der Hart, Schenkeveld, Bouy (85' Van de Pavert), Marcellis, Van Polen, Warmerdam, Saymak (65' Thomas), Holla, Menig, Brock-Madsen, Ehizibue (64' Nijland) 1' Holla                                                                          |
| 33e speelronde | PEC Zwolle                                                                                         | 2 – 1 (1 – 0)                | sc Heerenveen                                                                    | Opstelling PEC Zwolle: |
| 7 mei 2017 Aanvangstijd: 14:30 uur Plaats: Zwolle MAC³PARK stadion Toeschouwers: 13.250 Scheidsrechter: Bas Nijhuis                  | Danny Holla 29' Queensy Menig 47'                                                                  | Wedstrijdverslag[dode link]  | 90+5' Reza Ghoochannejhad                                                        | Van der Hart, Van Polen, Bouy, Marcellis, Warmerdam, Holla, Marinus, Thomas, Ehizibue (73' Schenkeveld), Brock-Madsen (28' Menig), Mokhtar (79' Israelsson) 70' Mokhtar, 90+3' Holla, 90+4' Menig 18' Bouy                                      |
| 34e speelronde | PSV                                                                                                | 4 – 1 (0 – 1)                | PEC Zwolle                                                                       | Opstelling PEC Zwolle: |
| 14 mei 2017 Aanvangstijd: 14:30 uur Plaats: Eindhoven Philips Stadion Toeschouwers: 33.800 Scheidsrechter: Jeroen Manschot           | Héctor Moreno 79' Santiago Arias 79' Sam Lammers 85' Bart Ramselaar 88'                            | Wedstrijdverslag             | 29' Ted van de Pavert                                                            | Van der Hart, Van Polen, Marcellis, Van de Pavert, Warmerdam, Ehizibue, Marinus (73' Nijland), Israelsson (64' Van Wijnen), Thomas, Menig, Mokhtar                                                                                              |

### KNVB beker
| 1e ronde | DVS '33 Ermelo                            | 1 – 4 (1 – 3)    | PEC Zwolle                                                                                    | Opstelling PEC Zwolle: |
| 21 september 2016 Aanvangstijd: 20:00 uur Plaats: Ermelo Sportlaan Toeschouwers: 2.800 Scheidsrechter: Allard Lindhout       | Kay Velda 87'                             | Wedstrijdverslag | 8' Nicolai Brock-Madsen 23' (pen.) Bram van Polen 39' Anass Achahbar 57' Nicolai Brock-Madsen | Van der Hart, Van Polen, Marcellis, Van de Pavert (46' Warmerdam), Verdonk, Ehizibue, Brama, Holla (62' Mastour), Karagounis, Marinus (70' Saymak), Achahbar, Brock-Madsen                      |
| 2e ronde | PEC Zwolle                                | 2 – 1 (1 – 0)    | VVV-Venlo                                                                                     | Opstelling PEC Zwolle: |
| 27 oktober 2016 Aanvangstijd: 18:30 uur Plaats: Zwolle MAC³PARK stadion Toeschouwers: 12.725 Scheidsrechter: Jochem Kamphuis | Kingsley Ehizibue 29' Youness Mokhtar 52' | Wedstrijdverslag | 83' Joey Sleegers                                                                             | Van der Hart, Schenkeveld, Van Polen, Van de Pavert, Verdonk (62' Brama), Warmerdam, Holla, Ehizibue (76' Karagounis), Saymak (46' Thomas), Mokhtar, Menig                                      |
| Achtste finale | PEC Zwolle                                | 1 – 2 (1 – 0)    | FC Utrecht                                                                                    | Opstelling PEC Zwolle: |
| 14 december 2016 Aanvangstijd: 18:30 uur Plaats: Zwolle MAC³PARK stadion Toeschouwers: 7.600 Scheidsrechter: Björn Kuipers   | Nicolai Brock-Madsen 8'                   | Wedstrijdverslag | 81' Kevin Conboy 90+2' (pen.) Richairo Živković                                               | Van der Hart, Schenkeveld, Marcellis, Van de Pavert, Van Polen, Brama, Warmerdam (80' Marinus), Menig, Holla (67' Saymak), Thomas (76' Ehizibue), Brock-Madsen 44' Marcellis, 65' Van de Pavert |

## Selectie en technische staf

### Selectie 2016/17
| Nr.           | Nat.                   | Naam                  | Competitie | Competitie | Beker      | Beker      | Totaal     | Totaal     | Contract tot | Seizoen    | Vorige club               | Debuut            |            |            |
| Nr.           | Nat.                   | Naam                  | W          |            | W          |            | W          |            | Contract tot | Seizoen    | Vorige club               | Debuut            |            |            |
| Doelmannen    | Doelmannen             | Doelmannen            | Doelmannen | Doelmannen | Doelmannen | Doelmannen | Doelmannen | Doelmannen | Doelmannen   | Doelmannen | Doelmannen                | Doelmannen        | Doelmannen | Doelmannen |
| ------------- | ---------------------- | --------------------- | ---------- | ---------- | ---------- | ---------- | ---------- | ---------- | ------------ | ---------- | ------------------------- | ----------------- | ---------- | ---------- |
| 1             | Vlag van Nederland     | Mickey van der Hart   | 34         | 0          | 3          | 0          | 37         | 0          | 2018         | 2e         | AFC Ajax                  | 24 september 2015 |            |            |
| 16            | Vlag van België        | Kevin Begois          | 0          | 0          | 0          | 0          | 0          | 0          | 2017         | 4e         | FC Den Bosch              | 4 augustus 2013   |            |            |
| 25            | Vlag van Nederland     | Dean Bredewolt        | 0          | 0          | 0          | 0          | 0          | 0          | Jeugd        | 1e         | Jeugd                     | —                 |            |            |
| 40            | Vlag van Nederland     | Mike Hauptmeijer      | 0          | 0          | 0          | 0          | 0          | 0          | 2018         | 1e         | Jeugd                     | —                 |            |            |
| Verdedigers   |                        |                       |            |            |            |            |            |            |              |            |                           |                   |            |            |
| 2             | Vlag van Nederland     | Bram van Polen        | 31         | 2          | 3          | 1          | 34         | 3          | 2018         | 11e        | SBV Vitesse               | 12 oktober 2007   |            |            |
| 3             | Vlag van Nederland     | Ted van de Pavert     | 23         | 2          | 3          | 0          | 26         | 2          | 2019         | 1e         | De Graafschap             | 6 augustus 2016   |            |            |
| 4             | Vlag van Nederland     | Dirk Marcellis        | 29         | 0          | 2          | 0          | 31         | 0          | 2017         | 2e         | NAC Breda                 | 12 augustus 2015  |            |            |
| 5             | Vlag van Nederland     | Calvin Verdonk        | 15         | 0          | 2          | 0          | 17         | 0          | Huur         | 1e         | Feyenoord                 | 6 augustus 2016   |            |            |
| 13            | Vlag van Nederland     | Philippe Sandler      | 7          | 0          | 0          | 0          | 7          | 0          | 2019         | 1e         | AFC Ajax (Jeugd)          | 13 augustus 2016  |            |            |
| 15            | Vlag van Nederland     | Ouasim Bouy           | 13         | 0          | 0          | 0          | 13         | 0          | Huur         | 2e         | Juventus FC               | 12 september 2015 |            |            |
| 17            | Vlag van Tsjechië      | Josef Kvída           | 2          | 0          | 0          | 0          | 2          | 0          | 2017         | 2e         | 1. FK Příbram             | 4 december 2016   |            |            |
| 21            | Vlag van Nederland     | Django Warmerdam      | 26         | 4          | 3          | 0          | 29         | 4          | Huur         | 1e         | AFC Ajax                  | 21 september 2016 |            |            |
| 22            | Vlag van Nederland     | Bart Schenkeveld      | 20         | 1          | 2          | 0          | 22         | 1          | 2018         | 2e         | Heracles Almelo           | 12 augustus 2015  |            |            |
| 48            | Vlag van Nederland     | Tarik Evre            | 0          | 0          | 0          | 0          | 0          | 0          | Jeugd        | 2e         | Jeugd                     | 27 februari 2016  |            |            |
| Middenvelders |                        |                       |            |            |            |            |            |            |              |            |                           |                   |            |            |
| 6             | Vlag van Nederland     | Mustafa Saymak        | 26         | 2          | 3          | 0          | 29         | 2          | 2018         | 6e         | Jeugd                     | 5 augustus 2011   |            |            |
| 8             | Vlag van Nederland     | Wouter Marinus        | 11         | 0          | 2          | 0          | 13         | 0          | 2019         | 3e         | sc Heerenveen (Jeugd)     | 12 augustus 2015  |            |            |
| 14            | Vlag van Nederland     | Wout Brama            | 14         | 0          | 3          | 0          | 17         | 0          | 2017         | 3e         | FC Twente                 | 19 oktober 2014   |            |            |
| 14            | Vlag van Zweden        | Erik Israelsson       | 5          | 1          | 0          | 0          | 5          | 1          | 2019         | 1e         | Hammarby IF               | 5 februari 2017   |            |            |
| 18            | Vlag van Brazilië      | Gustavo Hebling       | 3          | 0          | 0          | 0          | 3          | 0          | Huur         | 2e         | Paris Saint-Germain       | 21 november 2015  |            |            |
| 19            | Vlag van Nederland     | Rick Dekker           | 0          | 0          | 0          | 0          | 0          | 0          | 2018         | 3e         | Feyenoord (Jeugd)         | 5 oktober 2014    |            |            |
| 23            | Vlag van Nederland     | Danny Holla           | 25         | 3          | 3          | 0          | 28         | 3          | 2017         | 2e         | Brighton & Hove Albion FC | 10 augustus 2007  |            |            |
| 29            | Vlag van Nederland     | Sander van Looy       | 0          | 0          | 0          | 0          | 0          | 0          | Jeugd        | 2e         | Jeugd                     | —                 |            |            |
| 31            | Vlag van Nederland     | Bas van Wijnen        | 1          | 0          | 0          | 0          | 1          | 0          | Jeugd        | 1e         | Jeugd                     | 14 mei 2017       |            |            |
| 98            | Vlag van Marokko       | Hachim Mastour        | 5          | 0          | 1          | 0          | 6          | 0          | Huur         | 1e         | AC Milan                  | 13 augustus 2016  |            |            |
| Aanvallers    |                        |                       |            |            |            |            |            |            |              |            |                           |                   |            |            |
| 7             | Vlag van Nederland     | Youness Mokhtar       | 23         | 4          | 1          | 1          | 24         | 5          | 2018         | 4e         | Al-Nassr                  | 25 augustus 2012  |            |            |
| 9             | Vlag van Nederland     | Anass Achahbar        | 19         | 0          | 1          | 1          | 20         | 1          | 2020         | 1e         | Feyenoord                 | 6 augustus 2016   |            |            |
| 10            | Vlag van Nederland     | Stefan Nijland        | 12         | 0          | 0          | 0          | 12         | 0          | 2018         | 4e         | PSV                       | 10 augustus 2013  |            |            |
| 11            | Vlag van Nederland     | Queensy Menig         | 32         | 9          | 2          | 0          | 34         | 9          | Huur         | 2e         | AFC Ajax                  | 12 augustus 2015  |            |            |
| 20            | Vlag van Nederland     | Kingsley Ehizibue     | 29         | 2          | 2          | 1          | 31         | 3          | 2017         | 3e         | Jeugd                     | 13 december 2014  |            |            |
| 30            | Vlag van Nieuw-Zeeland | Ryan Thomas           | 31         | 1          | 2          | 0          | 33         | 1          | 2019         | 4e         | Western Suburbs           | 2 november 2013   |            |            |
| 33            | Vlag van Griekenland   | Athanasios Karagounis | 5          | 0          | 2          | 0          | 7          | 0          | 2018         | 4e         | Atromitos FC              | 18 januari 2014   |            |            |
| 35            | Vlag van Frankrijk     | Hervin Ongenda        | 3          | 0          | 0          | 0          | 3          | 0          | 2020         | 1e         | Paris Saint-Germain       | 5 februari 2017   |            |            |
| 44            | Vlag van Denemarken    | Nicolai Brock-Madsen  | 24         | 7          | 2          | 3          | 26         | 10         | Huur         | 1e         | Birmingham City FC        | 10 september 2016 |            |            |
| 46            | Vlag van Nederland     | Max de Boom           | 1          | 0          | 0          | 0          | 1          | 0          | 2017         | 3e         | sc Heerenveen (Jeugd)     | 13 december 2014  |            |            |
| Nr.           | Nat.                   | Naam                  | W          |            | W          |            | W          |            | Contract     | Seizoen    | Vorige club               | Debuut            |            |            |
| Nr.           | Nat.                   | Naam                  | Competitie | Competitie | Beker      | Beker      | Totaal     | Totaal     | Contract     | Seizoen    | Vorige club               | Debuut            |            |            |

### Legenda
| # | Reden                                          |
| - | ---------------------------------------------- |
|   | Heeft de club in het lopende seizoen verlaten. |
|   | Heeft de club op huurbasis verlaten.           |

### Technische staf
| Naam                | Functie           |
| ------------------- | ----------------- |
| Ron Jans            | Hoofdtrainer      |
| Gert Peter de Gunst | Assistent-trainer |
| Albert van der Haar | Assistent-trainer |
| Sjaak Storm         | Keeperstrainer    |

## Statistieken PEC Zwolle 2016/2017

### Eindstand PEC Zwolle in de Nederlandse Eredivisie 2016 / 2017
| Stand | Gespeeld | Gewonnen | Gelijk | Verloren | Punten | Doelpunten voor | Doelpunten tegen | Gele kaarten | Rode kaarten |
| ----- | -------- | -------- | ------ | -------- | ------ | --------------- | ---------------- | ------------ | ------------ |
| 14e   | 34       | 9        | 8      | 17       | 35     | 39              | 67               | 56           | 5            |

### Topscorers
| #      | Naam                 | Goal |
| ------ | -------------------- | ---- |
| 1.     | Queensy Menig        | 9    |
| 2.     | Nicolai Brock-Madsen | 7    |
| 3.     | Youness Mokhtar      | 4    |
| 3.     | Django Warmerdam     | 4    |
| 5.     | Danny Holla          | 3    |
| 6.     | Kingsley Ehizibue    | 2    |
| 6.     | Bram van Polen       | 2    |
| 6.     | Mustafa Saymak       | 2    |
| 9.     | Wout Brama           | 1    |
| 9.     | Erik Israelsson      | 1    |
| 9.     | Ted van de Pavert    | 1    |
| 9.     | Bart Schenkeveld     | 1    |
| 9.     | Ryan Thomas          | 1    |
| Totaal | Totaal               | 38   |

| #      | Naam                 | Goal |
| ------ | -------------------- | ---- |
| 1.     | Nicolai Brock-Madsen | 3    |
| 2.     | Anass Achahbar       | 1    |
| 2.     | Kingsley Ehizibue    | 1    |
| 2.     | Youness Mokhtar      | 1    |
| 2.     | Bram van Polen       | 1    |
| Totaal | Totaal               | 7    |

| #      | Naam                  | Goal |
| ------ | --------------------- | ---- |
| 1.     | Kingsley Ehizibue     | 6    |
| 2.     | Anass Achahbar        | 5    |
| 3.     | Queensy Menig         | 3    |
| 4.     | Dirk Marcellis        | 2    |
| 4.     | Wouter Marinus        | 2    |
| 4.     | Youness Mokhtar       | 2    |
| 7.     | Ouasim Bouy           | 1    |
| 7.     | Wout Brama            | 1    |
| 7.     | Tarik Evre            | 1    |
| 7.     | Erik Israelsson       | 1    |
| 7.     | Athanasios Karagounis | 1    |
| 7.     | Josef Kvída           | 1    |
| 7.     | Hachim Mastour        | 1    |
| 7.     | Stefan Nijland        | 1    |
| 7.     | Bram van Polen        | 1    |
| 7.     | Jochem van Putten     | 1    |
| 7.     | Mustafa Saymak        | 1    |
| Totaal | Totaal                | 31   |

### Kaarten
| #      | Naam                 | Kreeg geel |
| ------ | -------------------- | ---------- |
| 1.     | Danny Holla          | 10         |
| 2.     | Dirk Marcellis       | 7          |
| 2.     | Bram van Polen       | 7          |
| 3.     | Nicolai Brock-Madsen | 5          |
| 4.     | Kingsley Ehizibue    | 4          |
| 5.     | Queensy Menig        | 3          |
| 5.     | Ted van de Pavert    | 3          |
| 5.     | Calvin Verdonk       | 3          |
| 6.     | Josef Kvída          | 2          |
| 6.     | Youness Mokhtar      | 2          |
| 6.     | Philippe Sandler     | 2          |
| 7.     | Ouasim Bouy          | 1          |
| 7.     | Wout Brama           | 1          |
| 7.     | Wouter Marinus       | 1          |
| 7.     | Hachim Mastour       | 1          |
| 7.     | Hervin Ongenda       | 1          |
| 7.     | Bart Schenkeveld     | 1          |
| 7.     | Ryan Thomas          | 1          |
| 7.     | Django Warmerdam     | 1          |
| Totaal | Totaal               | 56         |

| #      | Naam             | Kreeg voor de tweede keer geel en dus rood |
| ------ | ---------------- | ------------------------------------------ |
| 1.     | Bram van Polen   | 1                                          |
| 1.     | Bart Schenkeveld | 1                                          |
| Totaal | Totaal           | 2                                          |

| #      | Naam             | Weggestuurd |
| ------ | ---------------- | ----------- |
| 1.     | Ouasim Bouy      | 1           |
| 1.     | Bart Schenkeveld | 1           |
| 1.     | Calvin Verdonk   | 1           |
| Totaal | Totaal           | 3           |

### Punten per speelronde
| Speelronde | 1 | 2 | 3 | 4 | 5 | 6 | 7 | 8 | 9 | 10 | 11 | 12 | 13 | 14 | 15 | 16 | 17 | 18 | 19 | 20 | 21 | 22 | 23 | 24 | 25 | 26 | 27 | 28 | 29 | 30 | 31 | 32 | 33 | 34 |
| ---------- | - | - | - | - | - | - | - | - | - | -- | -- | -- | -- | -- | -- | -- | -- | -- | -- | -- | -- | -- | -- | -- | -- | -- | -- | -- | -- | -- | -- | -- | -- | -- |
| Punten     | 1 | 0 | 0 | 0 | 1 | 0 | 0 | 3 | 1 | 3  | 3  | 1  | 0  | 0  | 0  | 1  | 0  | 0  | 3  | 0  | 3  | 3  | 0  | 1  | 3  | 0  | 3  | 1  | 0  | 1  | 0  | 0  | 3  | 0  |

### Punten na speelronde
| Speelronde | 1 | 2 | 3 | 4 | 5 | 6 | 7 | 8 | 9 | 10 | 11 | 12 | 13 | 14 | 15 | 16 | 17 | 18 | 19 | 20 | 21 | 22 | 23 | 24 | 25 | 26 | 27 | 28 | 29 | 30 | 31 | 32 | 33 | 34 |
| ---------- | - | - | - | - | - | - | - | - | - | -- | -- | -- | -- | -- | -- | -- | -- | -- | -- | -- | -- | -- | -- | -- | -- | -- | -- | -- | -- | -- | -- | -- | -- | -- |
| Punten     | 1 | 1 | 1 | 1 | 2 | 2 | 2 | 5 | 6 | 9  | 12 | 13 | 13 | 13 | 13 | 14 | 14 | 14 | 17 | 17 | 20 | 23 | 23 | 24 | 27 | 27 | 30 | 31 | 31 | 32 | 32 | 32 | 35 | 35 |

### Stand na speelronde
| Speelronde | 1   | 2   | 3   | 4   | 5   | 6   | 7   | 8   | 9   | 10  | 11  | 12  | 13  | 14  | 15  | 16  | 17  | 18  | 19  | 20  | 21  | 22  | 23  | 24  | 25  | 26  | 27  | 28  | 29  | 30  | 31  | 32  | 33  | 34  |
| ---------- | --- | --- | --- | --- | --- | --- | --- | --- | --- | --- | --- | --- | --- | --- | --- | --- | --- | --- | --- | --- | --- | --- | --- | --- | --- | --- | --- | --- | --- | --- | --- | --- | --- | --- |
| Stand      | 11e | 14e | 17e | 18e | 18e | 18e | 18e | 17e | 18e | 14e | 10e | 11e | 14e | 16e | 16e | 16e | 16e | 16e | 16e | 13e | 13e | 13e | 13e | 13e | 13e | 13e | 11e | 11e | 12e | 12e | 13e | 14e | 13e | 14e |

### Doelpunten per speelronde
| Speelronde | 1 | 2 | 3 | 4 | 5 | 6 | 7 | 8 | 9 | 10 | 11 | 12 | 13 | 14 | 15 | 16 | 17 | 18 | 19 | 20 | 21 | 22 | 23 | 24 | 25 | 26 | 27 | 28 | 29 | 30 | 31 | 32 | 33 | 34 | Totaal |
| ---------- | - | - | - | - | - | - | - | - | - | -- | -- | -- | -- | -- | -- | -- | -- | -- | -- | -- | -- | -- | -- | -- | -- | -- | -- | -- | -- | -- | -- | -- | -- | -- | ------ |
| Doelpunten | 1 | 0 | 0 | 0 | 1 | 0 | 1 | 2 | 2 | 2  | 3  | 0  | 0  | 0  | 1  | 0  | 0  | 1  | 2  | 1  | 3  | 2  | 1  | 1  | 3  | 0  | 3  | 1  | 1  | 2  | 1  | 1  | 2  | 1  | 39     |

### Toeschouwersaantal per speelronde
| Speelronde | 1      | 2      | 3      | 4      | 5      | 6      | 7      | 8      | 9      | 10    | 11     | 12     | 13     | 14     | 15     | 16     | 17     | Totaal  | Gemiddeld |
| ---------- | ------ | ------ | ------ | ------ | ------ | ------ | ------ | ------ | ------ | ----- | ------ | ------ | ------ | ------ | ------ | ------ | ------ | ------- | --------- |
| Thuis      | –      | 12.800 | 12.700 | –      | 12.600 | 12.900 | –      | 12.400 | –      | –     | 13.200 | 12.600 | –      | 13.000 | –      | 12.200 | –      | 114.400 | 12.711    |
| Uit        | 10.900 | –      | –      | 20.080 | –      | –      | 48.088 | –      | 24.900 | 3.640 | –      | –      | 47.500 | –      | 14.173 | –      | 11.102 | 180.383 | 22.548    |
| Speelronde | 18     | 19     | 20     | 21     | 22     | 23     | 24     | 25     | 26     | 27    | 28     | 29     | 30     | 31     | 32     | 33     | 34     | Totaal  | Gemiddeld |
| Thuis      | 13.250 | –      | 12.800 | –      | 13.200 | –      | –      | 13.000 | –      | –     | 13.140 | –      | 13.250 | –      | 13.250 | 13.250 | –      | 105.140 | 13.143    |
| Uit        | –      | 9.130  | –      | 10.131 | –      | 18.349 | 14.787 | –      | 13.500 | 9.782 | –      | 12.074 | –      | 21.666 | –      | –      | 33.800 | 143.219 | 15.913    |
|            |        |        |        |        |        |        |        |        |        |       |        |        |        |        |        |        |        | 543.142 | 15.975    |

## Mutaties

### Zomer

#### Aangetrokken
| Nr. | Nat. | Naam                 | Van                       | Type         | Contract     | Transfersom | Bijzonderheid                 |
| --- | ---- | -------------------- | ------------------------- | ------------ | ------------ | ----------- | ----------------------------- |
| 9   | NL   | Anass Achahbar       | Feyenoord                 | Transfer     | 30 juni 2020 | ± €300.000  | –                             |
| 44  | DK   | Nicolai Brock-Madsen | Birmingham City FC        | Op huurbasis | 30 juni 2017 | n.v.t.      | Optie tot koop                |
| 40  | NL   | Mike Hauptmeijer     | Jeugd                     | –            | 30 juni 2018 | n.v.t.      | Optie voor één seizoen        |
| 23  | NL   | Danny Holla          | Brighton & Hove Albion FC | Transfervrij | 30 juni 2018 | n.v.t.      | –                             |
| 98  | MA   | Hachim Mastour       | AC Milan                  | Op huurbasis | 30 juni 2017 | n.v.t.      | –                             |
| 11  | NL   | Queensy Menig        | AFC Ajax                  | Op huurbasis | 30 juni 2017 | n.v.t.      | Was vorig seizoen ook gehuurd |
| 3   | NL   | Ted van de Pavert    | De Graafschap             | Transfervrij | 30 juni 2019 | n.v.t.      | –                             |
| 15  | NL   | Philippe Sandler     | AFC Ajax (Jeugd)          | Transfervrij | 30 juni 2019 | n.v.t.      | –                             |
| 5   | NL   | Calvin Verdonk       | Feyenoord                 | Op huurbasis | 30 juni 2017 | n.v.t.      | –                             |
| 21  | NL   | Django Warmerdam     | AFC Ajax                  | Op huurbasis | 30 juni 2017 | n.v.t.      | –                             |

#### Vertrokken
| Nr. | Nat. | Naam                    | Naar                 | Type               | Transfersom | Wed. | Dlpt. |
| --- | ---- | ----------------------- | -------------------- | ------------------ | ----------- | ---- | ----- |
| 7   | NL   | Sheraldo Becker         | AFC Ajax             | Einde huurcontract | n.v.t.      | 38   | 5     |
| –   | NL   | Tristan Berghuis        | WSV (ama)            | Einde contract     | n.v.t.      | 0    | 0     |
| –   | NL   | Nick Borgman            | FC Groningen         | Einde contract     | n.v.t.      | 0    | 0     |
| 8   | NL   | Ouasim Bouy             | Juventus FC          | Einde huurcontract | n.v.t.      | 28   | 4     |
| 37  | PG   | David Browne            | FC Groningen         | Einde contract     | n.v.t.      | 0    | 0     |
| 27  | NL   | Jeroen Buitenhuis       | N.E.C.               | Einde contract     | n.v.t.      | 0    | 0     |
| 15  | NL   | Samet Bulut             | Onbekend             | Einde contract     | n.v.t.      | 1    | 0     |
| 21  | NL   | Abdel Malek El Hasnaoui | Onbekend             | Einde contract     | n.v.t.      | 16   | 0     |
| 5   | NL   | Bart van Hintum         | Gaziantepspor        | Einde contract     | n.v.t.      | 153  | 11    |
| 25  | NL   | Boy de Jong             | Telstar              | Einde contract     | n.v.t.      | 2    | 0     |
| 28  | FI   | Thomas Lam              | Nottingham Forest FC | Einde contract     | n.v.t.      | 67   | 8     |
| 24  | BIH  | Boban Lazić             | FC Oss               | Einde contract     | n.v.t.      | 5    | 0     |
| 11  | NL   | Queensy Menig           | AFC Ajax             | Einde huurcontract | n.v.t.      | 36   | 6     |
| 26  | BIH  | Boris Rasevic           | HHC Hardenberg (ama) | Einde contract     | n.v.t.      | 3    | 0     |
| 23  | NL   | Dario Tanda             | Go Ahead Eagles      | Einde contract     | n.v.t.      | 3    | 0     |
| 42  | NL   | Sander Thomas           | Heracles Almelo      | Einde contract     | n.v.t.      | 3    | 0     |
| 9   | NL   | Lars Veldwijk           | Nottingham Forest FC | Einde huurcontract | n.v.t.      | 36   | 14    |

#### Statistieken transfers zomer
| Gekochte spelers | Verkochte spelers | Gehuurde spelers | Verhuurde spelers | Spelers terug van verhuurperiode | Spelers einde van huurperiode | Transfervrij aangetrokken spelers | Transfervrij vertrokken spelers | Doorgestroomde jeugdspelers |
| ---------------- | ----------------- | ---------------- | ----------------- | -------------------------------- | ----------------------------- | --------------------------------- | ------------------------------- | --------------------------- |
| 1                | 0                 | 5                | 0                 | 0                                | 4                             | 3                                 | 13                              | 1                           |

### Winter

#### Aangetrokken
| Nr. | Nat. | Naam            | Van                 | Type         | Contract     | Transfersom | Bijzonderheid                                      |
| --- | ---- | --------------- | ------------------- | ------------ | ------------ | ----------- | -------------------------------------------------- |
| 15  | NL   | Ouasim Bouy     | Juventus FC         | Op huurbasis | 30 juni 2017 | n.v.t.      | Speelde in het seizoen 2015/16 ook voor PEC Zwolle |
| 14  | SE   | Erik Israelsson | Hammarby IF         | Transfer     | 30 juni 2019 | Onbekend    | –                                                  |
| 35  | FR   | Hervin Ongenda  | Paris Saint-Germain | Transfervrij | 30 juni 2020 | n.v.t.      | –                                                  |

#### Vertrokken
| Nr. | Nat. | Naam        | Naar          | Type         | Transfersom | Wed. | Dlpt. |
| --- | ---- | ----------- | ------------- | ------------ | ----------- | ---- | ----- |
| 46  | NL   | Max de Boom | Helmond Sport | Transfervrij | n.v.t.      | 2    | 0     |
| 14  | NL   | Wout Brama  | FC Utrecht    | Transfervrij | n.v.t.      | 70   | 4     |

#### Statistieken transfers winter
| Gekochte spelers | Verkochte spelers | Gehuurde spelers | Verhuurde spelers | Spelers terug van verhuurperiode | Spelers einde van huurperiode | Transfervrij aangetrokken spelers | Transfervrij vertrokken spelers | Doorgestroomde jeugdspelers |
| ---------------- | ----------------- | ---------------- | ----------------- | -------------------------------- | ----------------------------- | --------------------------------- | ------------------------------- | --------------------------- |
| 1                | 0                 | 1                | 0                 | 0                                | 0                             | 1                                 | 2                               | 0                           |

## Voetnoten
ADO Den Haag ·
Ajax ·
AZ ·
Excelsior ·
Feyenoord ·
Go Ahead Eagles ·
FC Groningen ·
sc Heerenveen ·
Heracles Almelo ·
N.E.C. ·
PEC Zwolle · 
PSV ·
Roda JC Kerkrade ·
Sparta Rotterdam ·
FC Twente ·
FC Utrecht ·
Vitesse ·
Willem II